# Arcachon (quận)
Quận Arcachon là một quận của Pháp, nằm ở tỉnh Gironde, trong vùng Nouvelle Aquitaine. Quận này có 17 xã. Nó được tạo ra vào tháng 12 năm 2006 từ 4 tổng Arcachon, Audenge, Belin-Béliet và La Teste-de-Buch, trước đây thuộc quận Bordeaux 

## Các đơn vị hành chính

### Các tổng
Các tổng của quận Arcachon là: 
1. Andernos-les-Bains
2. Gujan-Mestras
3. Les Landes des Graves
4. La Teste-de-Buch

### Các xã
Các xã của quận Arcachon là: 
| 1. Andernos-les-Bains (33005) | 2. Arcachon (33009)         | 3. Arès (33011)    | 4. Audenge (33019)       |
| 5. Le Barp (33029)            | 6. Belin-Béliet (33042)     | 7. Biganos (33051) | 8. Gujan-Mestras (33199) |
| 9. Lanton (33229)             | 10. Lège-Cap-Ferret (33236) | 11. Lugos (33260)  | 12. Marcheprime (33555)  |
| 13. Mios (33284)              | 14. Saint-Magne (33436)     | 15. Salles (33498) | 16. Le Teich (33527)     |
| 17. La Teste-de-Buch (33529)  |                             |                    |                          |